# Superliga Española de Hockey Hielo 1988/1989
Sezóna 1988/1989 byla 15. sezonou Španělské ligy ledního hokeje. Vítězem se stal Club Gel Puigcerdà.

## Konečná tabulka
| Poř | Tým                | Z  | V  | R | P  | Skóre   | +/-  | B  |
| --- | ------------------ | -- | -- | - | -- | ------- | ---- | -- |
| 1   | Club Gel Puigcerdà | 20 | 16 | 1 | 3  | 205:57  | +148 | 33 |
| 2   | CH Jaca            | 20 | 15 | 2 | 3  | 173:52  | +121 | 32 |
| 3   | CHH Txuri-Urdin    | 20 | 14 | 1 | 5  | 162:81  | +81  | 29 |
| 4   | FC Barcelona       | 20 | 6  | 4 | 10 | 118:105 | +13  | 16 |
| 5   | AD Roller Gasteiz  | 20 | 3  | 1 | 16 | 62:230  | -168 | 7  |
| 6   | CH Boadilla        | 20 | 1  | 1 | 18 | 59:254  | -195 | 3  |